# Tanaka Toshiaki
Tanaka Toshiaki  (田中 利明, 24 tháng 2 năm 1935 - 6 tháng 2 năm 1998) là một cựu nam vận động viên bóng bàn của Nhật Bản. Từ năm 1955 đến 1957, ông giành được nhiều huy chương ở nội dung đơn nam, đôi nam và đồng đội trong các giải Vô địch Bóng bàn Thế giới. Ông cũng giành được một huy chương bạc đồng đội tại Giải Vô địch Bóng bàn Thế giới vào năm 1965.